# 第十一届中国电影导演协会2019年表彰大会
第十一届中国电影导演协会2019年表彰大会是中国电影导演协会对2019年中国电影给予的表彰，本次表彰因新冠肺炎疫情干扰，整体进程延期，评选工作也第一次以线上形式进行，于2020年7月1日公布了初评名单。7月6日—7月31日进行了“线上投票”，票选出提名名单，于8月24日正式公布。
9月19日在北京举办颁奖典礼，公布获奖名单。

## 表彰内容
评委会奖
- 年度导演
- 年度影片
- 年度男演员
- 年度女演员
- 年度青年导演
- 年度编剧
- 评委会特别表彰

执委会表彰
- 杰出贡献导演
- 年度港台导演
- 年度特别表彰

## 评委会
初评委员会
张杨（主席）、蔡尚君、杨超、饶晓志、闫非
终评委员会
冯小刚（主席）、霍建起、曹保平、张杨、乌尔善、陈思诚、韩延、忻钰坤、毕赣

## 入围名单
| 年度影片 1. 《四个春天》 2. 《白蛇：缘起》 3. 《疯狂的外星人》 4. 《流浪地球》 5. 《新喜剧之王》 6. 《过春天》 7. 《老师·好》 8. 《地久天长》 9. 《风中有朵雨做的云》 10. 《撞死了一只羊》 11. 《过昭关》 12. 《妈阁是座城》 13. 《学区房72小时》 14. 《哪吒之魔童降世》 15. 《送我上青云》 16. 《我和我的祖国》 17. 《少年的你》 18. 《六欲天》 19. 《受益人》 20. 《武林孤儿》 21. 《平原上的夏洛克》 22. 《南方车站的聚会》 23. 《被光抓走的人》 24. 《只有芸知道》 25. 《半个喜剧》 | 年度导演 1. 陆庆屹 《四个春天》 2. 宁浩 《疯狂的外星人》 3. 郭帆 《流浪地球》 4. 白雪 《过春天》 5. 张栾 《老师·好》 6. 王小帅 《地久天长》 7. 娄烨 《风中有朵雨做的云》 8. 万玛才旦 《撞死了一只羊》 9. 霍猛 《过昭关》 10. 李少红 《妈阁是座城》 11. 陈晓鸣 《学区房72小时》 12. 饺子 《哪吒之魔童降世》 13. 滕丛丛 《送我上青云》 14. 陈凯歌、张一白、管虎、薛晓路、徐峥、宁浩、文牧野 《我和我的祖国》 15. 祖峰 《六欲天》 16. 申奥 《受益人》 17. 黄璜 《武林孤儿》 18. 徐磊 《平原上的夏洛克》 19. 刁亦男 《南方车站的聚会》 20. 董润年 《被光抓走的人》 21. 冯小刚 《只有芸知道》 22. 周申、刘露 《半个喜剧》 | 年度编剧 1. 白雪 《过春天》 2. 张栾 《老师·好》 3. 阿美、王小帅 《地久天长》 4. 梅峰、邱玉洁、马英力 《风中有朵雨做的云》 5. 万玛才旦 《撞死了一只羊》 6. 霍猛 《过昭关》 7. 陈晓鸣 《学区房72小时》 8. 饺子 《哪吒之魔童降世》 9. 李媛、许伊萌 《少年的你》 10. 黄璜 《武林孤儿》 11. 徐磊 《平原上的夏洛克》 12. 刁亦男 《南方车站的聚会》 13. 董润年 《被光抓走的人》 14. 周申、刘露 《半个喜剧》 年度青年导演 1. 白雪 《过春天》 2. 张栾 《老师·好》 3. 霍猛 《过昭关》 4. 饺子 《哪吒之魔童降世》 5. 滕丛丛 《送我上青云》 6. 申奥《受益人》 7. 黄璜《武林孤儿》 8. 徐磊 《平原上的夏洛克》 9. 董润年 《被光抓走的人》 10. 周申、刘露 《半个喜剧》 | 年度男演员 1. 于谦 饰 苗宛秋 《老师·好》 2. 王景春 饰 刘耀军 《地久天长》 3. 秦昊 饰 姜紫成 《风中有朵雨做的云》 4. 张颂文 饰 唐弈杰 《风中有朵雨做的云》 5. 金巴 饰 司机 《撞死了一只羊》 6. 易烊千玺 饰 小北 《少年的你》 7. 大鹏 饰 吴海 《受益人》 8. 胡歌 饰 周泽农 《南方车站的聚会》 9. 廖凡 饰 刘队 《南方车站的聚会》 10. 黄渤 饰 武文学 《被光抓走的人》 11. 黄轩 饰 隋东风 《只有芸知道》 12. 刘迅 饰 郑多多 《半个喜剧》 年度女演员 1. 黄尧 饰 佩佩 《过春天》 2. 咏梅 饰 王丽云 《地久天长》 3. 艾丽娅 饰 李海燕 《地久天长》 4. 宋佳 饰 林慧 《风中有朵雨做的云》 5. 白百何 饰 梅晓鸥 《妈阁是座城》 6. 姚晨 饰 盛男 《送我上青云》 7. 吴玉芳 饰 梁美枝 《送我上青云》 8. 周冬雨 饰 陈念 《少年的你》 9. 柳岩 饰 岳淼淼 《受益人》 10. 桂纶镁 饰 刘爱爱 《南方车站的聚会》 11. 万茜 饰 杨淑俊 《南方车站的聚会》 12. 任素汐 饰 莫默 《半个喜剧》 |

## 提名及表彰名单
为最终表彰获得者
| 表彰项目             | 姓名                                             | 电影                        | 表彰嘉宾                                        |
| -------------------- | ------------------------------------------------ | --------------------------- | ----------------------------------------------- |
| 年度电影             | -                                                | 《地久天长》                | 曹保平、陶虹、赵海城                            |
| 年度电影             | -                                                | 《流浪地球》                | 曹保平、陶虹、赵海城                            |
| 年度电影             | -                                                | 《少年的你》                | 曹保平、陶虹、赵海城                            |
| 年度电影             | -                                                | 《我和我的祖国》            | 曹保平、陶虹、赵海城                            |
| 年度电影             | -                                                | 《哪吒之魔童降世》          | 曹保平、陶虹、赵海城                            |
| 年度导演             | 王小帅                                           | 《地久天长》                | 谢飞、李少红、王中磊                            |
| 年度导演             | 郭帆                                             | 《流浪地球》                | 谢飞、李少红、王中磊                            |
| 年度导演             | 饺子                                             | 《哪吒之魔童降世》          | 谢飞、李少红、王中磊                            |
| 年度导演             | 娄烨                                             | 《风中有朵雨做的云》        | 谢飞、李少红、王中磊                            |
| 年度导演             | 陈凯歌、张一白、管虎、薛晓路、徐峥、宁浩、文牧野 | 《我和我的祖国》            | 谢飞、李少红、王中磊                            |
| 年度编剧             | 阿美、王小帅                                     | 《地久天长》                | 张杨、饶晓志、郑志昊                            |
| 年度编剧             | 刁亦男                                           | 《南方车站的聚会》          |                                                 |
| 年度编剧             | 饺子                                             | 《哪吒之魔童降世》          |                                                 |
| 年度编剧             | 李媛、许伊萌                                     | 《少年的你》                |                                                 |
| 年度编剧             | 万玛才旦                                         | 《撞死了一只羊》            |                                                 |
| 年度青年导演         | 饺子                                             | 《哪吒之魔童降世》          | 文牧野、毕赣、张昭                              |
| 年度青年导演         | 白雪                                             | 《过春天》                  | 文牧野、毕赣、张昭                              |
| 年度青年导演         | 徐磊                                             | 《平原上的夏洛克》          | 文牧野、毕赣、张昭                              |
| 年度青年导演         | 霍猛                                             | 《过昭关》                  | 文牧野、毕赣、张昭                              |
| 年度青年导演         | 滕丛丛                                           | 《送我上青云》              | 文牧野、毕赣、张昭                              |
| 年度青年导演         | 张栾                                             | 《老师·好》                 | 文牧野、毕赣、张昭                              |
| 年度男演员           | 王景春                                           | 刘耀军 《地久天长》         | 张一白、陈思成、王长田                          |
| 年度男演员           | 易烊千玺                                         | 小北 《少年的你》           | 张一白、陈思成、王长田                          |
| 年度男演员           | 于谦                                             | 苗宛秋 《老师·好》          | 张一白、陈思成、王长田                          |
| 年度男演员           | 胡歌                                             | 周泽农 《南方车站的聚会》   | 张一白、陈思成、王长田                          |
| 年度男演员           | 张颂文                                           | 唐弈杰 《风中有朵雨做的云》 | 张一白、陈思成、王长田                          |
| 年度女演员           | 周冬雨                                           | 陈念 《少年的你》           | 霍建起、夏雨、蒋德富                            |
| 年度女演员           | 咏梅                                             | 王丽云 《地久天长》         | 霍建起、夏雨、蒋德富                            |
| 年度女演员           | 姚晨                                             | 盛男 《送我上青云》         | 霍建起、夏雨、蒋德富                            |
| 年度女演员           | 白百何                                           | 梅晓鸥 《妈阁是座城》       | 霍建起、夏雨、蒋德富                            |
| 年度女演员           | 宋佳                                             | 林慧 《风中有朵雨做的云》   | 霍建起、夏雨、蒋德富                            |
| 年度港台导演         | 曾國祥                                           |                             | 尹力、韩延、刘春                                |
| 年度杰出贡献导演表彰 | 李少红                                           | -                           | 尹力、冯小刚、傅若清 王小帅、文牧野、郭帆、白雪 |
| 评委会特别表彰       |                                                  | 《哪吒之魔童降世》          | 乌尔善、蔡尚君、孙忠怀                          |
| 年度特别表彰         |                                                  | 《我和我的祖国》            | 李少红、冯小刚、王红卫、刘仪伟                  |